# Noorderveen
Noorderveen (oorspronkelijke IJslandse titel: Mýrin) is een boek van de schrijver Arnaldur Indriðason, uitgebracht in 2000.
Het is een misdaadroman (fictieve detective) die zich afspeelt op IJsland. Het boek kreeg in 2002 een Glerlykilinn (Glazen Sleutel), een Scandinavische onderscheiding voor de beste Scandinavische misdaadroman.

## Verhaal
Wie is de dode man die wordt gevonden in een benedenwoning in de wijk Noorderveen in Reykjavík? Waarom laat de moordenaar een geheimzinnige boodschap achter? Rechercheur Erlendur Sveinsson en zijn jongere collega Sigurður Óli proberen de verschrikkelijke tragedie te ontrafelen, die zonder het moderne DNA-onderzoek verborgen zou zijn gebleven. Zij lossen daarbij het mysterie op van iemand die al jaren verdwenen is. Gedurende het verhaal wordt een aanvang gemaakt met het blootleggen van het levensverhaal van Erlendur, en wordt de moeizame relatie met zijn dochter Eva Lind uitgediept.

## Film
Het boek werd verfilmd, getiteld Mýrin en geregisseerd door Baltasar Kormákur en ging in oktober 2006 in première in IJsland.